# Pseudomugil ivantsoffi
Pseudomugil ivantsoffi is een straalvinnige vissensoort uit de familie van de blauwogen (Pseudomugilidae). De wetenschappelijke naam van de soort is voor het eerst geldig gepubliceerd in 1999 door Allen & Renyaan.